# Markvartice (Jihlava)
Markvartice é uma comuna checa localizada na região de Vysočina, distrito de Jihlava.